# أليخاندرو يودوروفسكي
أليخاندرو يودوروفسكي بروزانسكي (بالإسبانية: Alejandro Jodorowsky Prullansky)‏ (ولد في 17 فبراير 1929)  مخرج سينمائي ومسرحي، كاتب سيناريو، كاتب مسرحي، ممثل، مؤلف، شاعر، منتج، ملحن، موسيقي، كاتب كاريكاتير، ومعلم روحاني تشيلي-فرنسي.
ولد جودوروفسكي لأبوين يهوديين من أصل أوكراني في تشيلي، وقد عانى من طفولة تعيسة، وكان منغمس جدا في قراءة وكتابة الشعر. وبعد انقطاعه عن الكلية، أصبح مغرما بالمسرح وعلى وجه الخصوص الإيحائي، وعمل كمهرج قبل تأسيس فرقة المسرح الخاصة به، في عام 1947. انتقل جودوروفسكي إلى باريس في أوائل الخمسينيات من القرن العشرين، ودرسه Étienne Decroux إتيان ديكروكس؛ قبل أن ينتقل إلى السينما، ويقدم الفيلم القصير ليت تيتس إنتيرفرتيز Les têtes interverties في عام 1957. ومنذ عام 1960، قام بتقسيم وقته بين باريس ومكسيكو سيتي.
في عام 1966 أنشأ أول فيلم هزلي له، أنيبال 5، في حين أنه في عام 1967 أصدر فيلمه الروائي الأول، Fando y Lis فاندو وليز، الذي تسبب في ضجة ضخمة في المكسيك، وفي نهاية المطاف حظر. أصبح فيلمه التالي، عام acid western El Topo (1970)، وفيلم midnight movie في الولايات المتحدة اعتبر الأول من نوعه، وحصل على الثناء من جون لينون، وقدم له مليون دولار لتمويل فيلمه القادم. وكانت النتيجة فيلم The Holy Mountain،؛ عام1973وهو بحث سريالي من western esotericism.. ولخلافات مع موزع الفيلم ألن كلاين، أدت إلى فشل التوزيع على نطاق واسع.
بعد محاولة إجهاض لتصوير فرانك هربرت رواية الخيال العلمي Dune؛ 1965، أنتج جودوروسكي خمسة أفلام: فيلم تاسك Dune and Tusk؛(1980)؛ والفيلم السريالي سانتا سانغريSanta Sangre؛ (1989)؛ وفيلم Santa Sangre and The Rainbow Thief ؛ (1990)؛ وفيلم The Dance of Reality؛(2013)؛ وفيلم Poesía Sin Fin؛ (2016). وفي الوقت نفسه، كتب سلسله من الكتب المصورة، أبرزها الكتاب الهزليThe Incal؛ (1980-1989)، وصفت بأنها أفضل الكتب الهزلية من أي وقت مضي، وأيضا ألف كتب ومحاضرات بانتظام علي النظام الروحي الخاص به، والذي يسميه السيكولوجية والنفسانية والتي اقتبستها من اهتماماته في الكيمياء، والتارو، والبوذية والشامانيه. وقد اتبع ابنه كريستوبال تعاليمه؛ تم خمل علي فيلم وثائقي عليهQuantum Men، من إخراج كارلوس سيرانو ازكونا.

## السيرة الذاتية وبدايته
ولد جودوروسكي في عام 1929 في بلدة توكوبيلا الساحلية في تشيلي، من أصلول من المهاجرين اليهود من أوكرانيا. وكان والده، خايمي جودوروسكي غروسمان، تاجر، الذي كان إلى حد كبير مسيئ لزوجته سارة فيليسيداد برولانسكي أركافي. كان اليخاندرو إلى جانب كراهيته لعائلته، يحتقر الكثير من السكان المحليين الذين ينظرون اليه باعتباره دخيلا بسبب وضعه كابن للمهاجرين، وكذلك لرجال الصناعة التعدينية الأمريكيين الذين يعملون محليا ويعاملون الشعب التشيلي بصوره سيئه. ومع ذلك كان يحب منطقته المحلية، بعد ذلك انتقلت أسرته إلى مدينه سانتياغو، تشيلي.
انغمس أليخاندرو في القراءة وبدأ أيضا في كتابة الشعر ونشر قصيدته الأولى في عمر 16 ؛ بدأ بالدراسة في الكلية؛ ودرس علم النفس والفلسفة؛ بعد دلك ترك الجامعة وانضم للمسرح؛ وعمل كمهرج في السيرك. وفي الوقت نفسه، في 1947 أسس الفرقة المسرحية الخاصة به، وتيرو مينيكو، التي كانت بحلول 1952 عدد الأعضاء فيها 50، وفي العام التالي كتب المسرحية الاولي له. ومع ذلك، شعر جودوروفسكي بأنه لم يتبق له سوي القليل في تشيلي، ولذلك انتقل في ذلك العام إلى باريس، فرنسا. وكان في حين ان جودوروفسكي بدات في باريس دراسة الفن الإيحائي مع تينا ديرو وانضم إلى فرقه من طلاب ديرو، ودهب مع الفرقة في جولة حول العالم، وكتب عدة أعمال للفرقة. بعد ذلك، عاد إلى المسرح. في 1957, جودوروسكي التفت يده إلى صناعه الأفلام، منها فيلم Les têtes interverties.
في 1960، انتقل جودوروفسكي إلى المكسيك، حيث استقر في مدينة مكسيكو. ومع ذلك، فقد استمر في العودة أحيانا إلى فرنسا، في أحدي المناسبات لزيارة الفنان السريالي أندريه بريتون، خاب أمله لأنه شعر ان بريتون قد أصبح متحفظا إلى حد ما في شيخوخته. في 1962 أسس حركة Panic Movement مع فرناندو ارابال ورولند تولاند. وتهدف الحركة إلى تجاوز الأفكار السريالية التقليدية عن طريق اعتناق الأفكار العبثية. ورفض أعضاؤها ان ياخذوا الأمر مأخذ الجد.
في 1966 أنتج أول شريط هزلي لهAnibal 5 ؛ انيبال 5 . في السنه التالية قدم فيلم روائي جديد Fando y Lis ؛ فاندو وليز؛ علي أساس مسرحيه كتبها فرناندو ارابال، الذي كان يعمل مع جودوروسكي علي فن الأداء في ذلك الوقت.
وفي مكسيكو سيتي، لاقى إيجو تاكاتا راهب بوذي كان قد درس في اليابان قبل أن يسافر إلى المكسيك عن طريق الولايات المتحدة في عام 1967 . أصبح جودوروسكي تلميذا لتاكاتا وعرض منزله ليتم تحويلها إلى مكان للتأمل. بعد ذلك،
جذبت تاكاتا تلاميذ آخرين من حوله، الذين أمضوا وقتهم في التأمل ودراسة koans ؛ كوانز.

## الحياة الشخصية
كانت زوجة جودوروفسكي الأولى الممثلة فاليري ترومبلاي. وهو متزوج حاليا من الفنانة ومصممة الأزياء باسكال مونتاندون.
لديه أربعة أبناء: برونتيس جودوروسكي، وهو ممثل. تيو (توفي بسبب جرعة زائدة في عام 1995، في سن ال 24؛ لعب دورا في سانتا سانجر)؛ [ كريستوبال وهو يسيشوشامان وممثل (مترجم في سانتا سانجر والشخصية الرئيسية في الفيلم الوثائقي الشاماني كوانتوم الرجال). وأدان جودوروسكي، الأصغر سنا، وهو موسيقي معروف باسمه اسم أدانوفسكي. لديه أيضا ابنة، يوجينيا.
في وجهات نظره الدينية، دعا جودوروسكي نفسه «الصوفي الملحد».
لا يشرب أو يدخن، وذكر أنه لا يأكل اللحوم الحمراء والدواجن لأنه «لا يحب الجثث»، يستند على نظامه الغذائي على الخضار والفواكه والحبوب والمنتجات البحرية في بعض الأحيان.

## أعماله
| السنة | الفيلم                                   |
| ----- | ---------------------------------------- |
| 1957  | La cravate                               |
| 1968  | Fando y Lis                              |
| 1970  | El Topo                                  |
| 1973  | The Holy Mountain                        |
| 1980  | Tusk                                     |
| 1989  | Santa Sangre                             |
| 1990  | The Rainbow Thief                        |
| 1991  | Jonathan Ross Presents for One Week Only |
| 1994  | The Jodorowsky Constellation             |
| 2002  | Cherif                                   |
| 2003  | No Big Deal                              |
| 2006  | Musikanten                               |
| 2007  | Nothing Is as It Seems                   |
| 2011  | The Island                               |
| 2013  | Jodorowsky's Dune                        |
| 2013  | The Dance of Reality                     |
| 2013  | Ritual: A Psychomagic Story              |
| 2015  | My Life Directed by Nicolas Winding Refn |
| 2016  | Endless Poetry                           |

## روابط خارجية
- أليخاندرو يودوروفسكي على موقع IMDb (الإنجليزية)
- أليخاندرو يودوروفسكي على موقع الموسوعة البريطانية (الإنجليزية)
- أليخاندرو يودوروفسكي على موقع مونزينجر (الألمانية)
- أليخاندرو يودوروفسكي على موقع ألو سيني (الفرنسية)
- أليخاندرو يودوروفسكي على موقع ميوزك برينز (الإنجليزية)
- أليخاندرو يودوروفسكي على موقع أول موفي (الإنجليزية)
- أليخاندرو يودوروفسكي على موقع قاعدة بيانات الأفلام السويدية (السويدية)
- أليخاندرو يودوروفسكي على موقع إن إن دي بي (الإنجليزية)
- أليخاندرو يودوروفسكي على موقع ديسكوغز (الإنجليزية)
- أليخاندرو يودوروفسكي على موقع قاعدة بيانات الفيلم (الإنجليزية)
- Jodorowsky publications in Métal Hurlant. BDoubliées (بالفرنسية)
- Jodorowsky albums. Bedetheque (بالفرنسية)
- Jodorowsky publications in English.